# チャールズ・グローディン
チャールズ・グローディン（Charles Grodin, 1935年4月21日 - 2021年5月18日）は、アメリカ合衆国ペンシルベニア州ピッツバーグ出身の俳優・コメディアン・プロデューサー。

## 来歴
1935年にユダヤ系の家庭に生まれる。父テッドは裁縫用品を扱う商売をしており、母レナ（旧姓シンガー）は専業主婦。兄が一人いる。
高校を卒業すると、マイアミ大学へ進学して演技を学ぶが中退。その後リー・ストラスバーグに師事してアクターズ・スタジオのメンバーとなり、1962年にはブロードウェイデビューを果たす。その後も数多くの舞台に立ち、演出も手掛けている。
1954年にカーク・ダグラスとジェームズ・メイソンらが出演するウォルト・ディズニー製作のアドベンチャー映画『海底二万哩』で脇役として出演。しかし正式なデビューは1964年の『Sex and the College Girl』とされている。その後も着々とキャリアを重ねて俳優としてはもちろんのこと、コメディーセンスもあり『サタデー・ナイト・ライブ』ではホストを務めたこともある。日本では、ロバート・デ・ニーロと共に主演した『ミッドナイト・ラン』や、子供向けコメディー映画『ベートーベン』の主役として知られており、後者では家にやってきた大型犬のセントバーナードのおかげで悪戦苦闘を強いられる父親をコミカルに演じている。
1978年にはエミー賞（プライムタイム・エミー賞）脚本賞（ヴァラエティ/音楽/コメディー番組部門）を受賞。1972年の映画『ふたり自身』では第30回ゴールデン・グローブ賞の主演男優賞（ミュージカル・コメディー部門）にもノミネートされた。
2021年5月18日に骨髄のがんのため東部コネティカット州ウィルトンの自宅で死去。86歳没。

## 出演作品

### 映画
| 公開年 | 邦題 原題                                                       | 役名                             | 備考                        |
| ------ | --------------------------------------------------------------- | -------------------------------- | --------------------------- |
| 1964   | 邦題不明(求婚専科ではない) Sex and the College Girl             | ボブ                             |                             |
| 1968   | ローズマリーの赤ちゃん Rosemary's Baby                          | ヒル博士                         |                             |
| 1970   | キャッチ=22 Catch-22                                            | アーフィー（アードヴァーク大尉） |                             |
| 1972   | ふたり自身 The Heartbreak Kid                                   | レニー                           |                             |
| 1974   | 新・おしゃれ泥棒 11 Harrowhouse                                 | ハワード                         | 兼脚本                      |
| 1976   | キングコング King Kong                                          | フレッド・ウィルソン             |                             |
| 1978   | ふたりのカリフォルニア Just Me and You                          | マイケル・リンゼイ               | テレビ映画                  |
| 1978   | 天国から来たチャンピオン Heaven Can Wait                        | トニー・アボット                 |                             |
| 1979   | サンバーン Sunburn                                              | ジェイク                         |                             |
| 1980   | 昔みたい Seems Like Old Times                                   | アイラ・パークス                 |                             |
| 1981   | 縮みゆく女 The Incredible Shrinking Woman                       | ヴァンス                         |                             |
| 1981   | マペットの大冒険/宝石泥棒をつかまえろ! The Great Muppet Caper   | ニック・ホリデイ                 | 日本劇場未公開              |
| 1984   | スティーブ・マーティンのロンリー・ガイ The Lonely Guy           | エヴァンス                       | 日本劇場未公開              |
| 1984   | ウーマン・イン・レッド The Woman in Red                         | バディ                           |                             |
| 1985   | 映画の作り方教えます Movers & Shakers                           | ハーブ                           | 兼脚本・製作 日本劇場未公開 |
| 1987   | イシュタール Ishtar                                             | ジム・ハリソン                   |                             |
| 1988   | カウチ・トリップ The Couch Trip                                 | ジョージ                         | 日本劇場未公開              |
| 1988   | 恋はあせらず You Can't Hurry Love                               | Mr. Glerman                      | 日本劇場未公開              |
| 1988   | ミッドナイト・ラン Midnight Run                                 | ジョナサン・マデューカス         |                             |
| 1990   | ファイロファックス/トラブル手帳で大逆転 Taking Care of Business | クエンティン・フィッツウォーカー | テレビ映画                  |
| 1992   | ベートーベン Beethoven                                          | ジョージ・ニュートン             |                             |
| 1993   | デーヴ Dave                                                     | マーレイ・ブラム                 |                             |
| 1993   | 愛が微笑む時 Heart and Souls                                    | ハリソン・ウィンズロー           |                             |
| 1993   | ハネムーンは命がけ So I Married an Axe Murderer                 | 運転手                           |                             |
| 1993   | ベートーベン2 Beethoven's 2nd                                   | ジョージ・ニュートン             |                             |
| 1994   | 恐竜小僧/ジュラシック・ボーイ Clifford                          | マーティン・ダニエルズ           | 日本劇場未公開              |
| 1994   | トラブル・ファミリー It Runs in the Family                      | ミスター・パーカー               | 日本劇場未公開              |
| 2006   | Fast Track                                                      |                                  |                             |
| 2006   | The Ex                                                          | ボブ・コワルスキー               |                             |
| 2014   | The Humbling                                                    | ジェリー                         |                             |
| 2014   | ヤング・アダルト・ニューヨーク While We're Young                | レスリー・ブライトバート         |                             |
| 2016   | The Comedian                                                    | ディック・ディアンジェロ         |                             |
| 2017   | An Imperfect Murder                                             | アーサー                         |                             |

### テレビシリーズ
| 放映年 | 邦題 原題                                                  | 役名                   | 備考                                |
| ------ | ---------------------------------------------------------- | ---------------------- | ----------------------------------- |
| 1966   | シェーン Shane                                             | ジェド                 | 計2話出演                           |
| 1967   | FBIアメリカ連邦警察 The F.B.I.                             | カール・プラット       | 計1話出演                           |
| 2012   | LAW & ORDER:性犯罪特捜班 Law & Order: Special Victims Unit | ブレット・フォレスター | 第14シーズン第8話「過去をさまよう」 |
| 2013   | マイケル・J・フォックス・ショウ The Michael J. Fox Show    | スティーブ・ヘンリー   | 第10話「感謝祭」                    |
| 2016   | マドフ -ウォール街を騙した怪物- Madoff                     | カール・シャピロ       | ミニシリーズ、計4話出演             |